# Dope Nose
"Dope Nose" és el primer senzill de l'àlbum Maladroit, quart àlbum d'estudi del grup estatunidenc Weezer. Oficialment fou llançat durant l'any 2002 però el grup va tocar la cançó en directe durant la gira de l'any 2000. La cançó va arribar a la vuitena posició en la llista estatunidenca de rock modern.
Rivers Cuomo va explicar que va compondre aquesta cançó la mateixa nit que "Hash Pipe", primer senzill de The Green Album, però no es va incloure en aquest disc. El director Michel Gondry va preparar un guió per realitzar el videoclip però el grup va rebutjar la idea i, finalment, Marcos Siega es va encarregar de la seva direcció.

## Llista de cançons
Promo CD només ràdio
1. "Dope Nose" - 2:17